# Муртук
Муртук — деревня в Таврическом районе Омской области. Входит в состав Неверовского сельского поселения.

## История
Основана в 1906 году на участке Кишкине-Тюмбай, немцами переселенцами из Екатеринославской губернии. До 1917 года село Ново-Красновской волости Омского уезда Акмолинской области. В 1928 г. создан колхоз «Пролетарий», позже отделение колхоза им. Тельмана. С 1957 г. 6-е отделение совхоза «Толбухинский» («Любомировский»), с 1967 г. отделение совхоза «50 лет Комсомола»..

## Население
| 1909 | 1916 | 1920 | 1926 | 1970 | 1979 | 1989 |
| ---- | ---- | ---- | ---- | ---- | ---- | ---- |
| 672  | ↘434 | ↘318 | ↘282 | ↗290 | ↘230 | ↘150 |
| 2010 |      |      |      |      |      |      |
| ↘113 |      |      |      |      |      |      |

В 1989 г. 51 % населения деревни — немцы.